# Hymedesmia uchinourensis
Hymedesmia uchinourensis är en svampdjursart som beskrevs av Kazuo Hoshino 1981. Hymedesmia uchinourensis ingår i släktet Hymedesmia och familjen Hymedesmiidae. Inga underarter finns listade i Catalogue of Life.